# هایک مناتساکانیان
هایک مناتساکانیان (ارمنی: Հայկ Մնացականյան؛ زادهٔ ۱۴ اکتبر ۱۹۹۵ یک کشتی‌گیر فرنگی‌کار ارمنی‌تبار اهل بلغارستان است.
از افتخارات وی می‌توان به کسب دو مدال برنز مسابقات قهرمانی کشتی جهان ۲۰۱۸ و مسابقات قهرمانی کشتی جهان ۲۰۱۹ اشاره کرد. وی سابقه حضور در المپیک ۲۰۲۰ توکیو و المپیک ۲۰۲۴ پاریس را دارد.

## مسابقات قهرمانی کشتی جهان ۲۰۱۸
مناتساکانیان در وزن ۷۲ کیلوگرم کشتی فرنگی مسابقات قهرمانی کشتی جهان ۲۰۱۸ بوداپست حاضر بود که در مسابقه های اول تا سوم عزیز بوعلام از مراکش، الکساندر ماکسیموویچ از صربستان و ژانگ هیوجان از چین را شکست داد اما در نیمه نهایی به بالینت کورپاسی از مجارستان باخت و به دیدار رده‌بندی رفت. وی در دیدار رده‌بندی طارق عزیز بن عیسی از الجزایر را شکست داد و مدال برنز وزن ۷۲ کیلوگرم را بدست آورد.

## مسابقات قهرمانی کشتی جهان ۲۰۱۹
مناتساکانیان در وزن ۷۲ کیلوگرم کشتی فرنگی مسابقات قهرمانی کشتی جهان ۲۰۱۹ نورسلطان حاضر بود که در مسابقه های اول و دوم اینوئه توموهیرو از ژاپن و ریموند بانکر از آمریکا را شکست داد اما در نیمه نهایی به آرام واردانیان از ازبکستان باخت و به دیدار رده‌بندی رفت. وی در دیدار رده‌بندی مایکل ویدمایر از آلمان را شکست داد و مدال برنز وزن ۷۲ کیلوگرم را بدست آورد.